# Trossingen
Trossingen település Németországban, azon belül Baden-Württembergben. Lakosainak száma 17 744 fő (2023. december 31.). Trossingen Spaichingen, Villingen-Schwenningen és Deißlingen községekkel határos.

## Népesség
A település népessége az elmúlt években az alábbi módon változott:
| Lakosok száma | 1665 | 3681 | 5794 | 8930 | 11 264 | 15 006 | 15 298 | 16 710 | 17 023 | 17 744 |
|               | 1816 | 1900 | 1927 | 1955 | 1985   | 2003   | 2012   | 2017   | 2020   | 2023   |